# Pyrzyce
Pyrzyce (antiguamente Pyritz) es una localidad polaca del voivodato de Pomerania Occidental.

## Historia
En la segunda mitad del siglo XIX era descrita como una ciudad de Alemania, ubicada en el reino de Prusia, la provincia de Pomerania y la regencia de Stettin. Por entonces tenía contabilizada una población de unos 5334 habitantes.